# محمد أباد (بمبور الشرقي)
محمد أباد (بالفارسية: محمدآباد) هي قرية تقع في إيران في سيستان وبلوتشستان. يقدر عدد سكانها بـ 7,249 نسمة .